# Ivana Baquerová
Ivana Baquerová Macíasová (* 11. června 1994, Barcelona) je španělská herečka. V jedenácti letech si ji režisér Guillermo del Toro vybral do role Ofélie ve filmu Faunův labyrint, za kterou získala uznání kritiky a cenu Goya pro nejlepší začínající herečku. V roce 2015 byla obsazena do role Eretrie v televizním seriálu Letopisy rodu Shannara.

## Raný život
Baquerová se narodila v Barceloně jako dcera Ivána Baquera a Julie Macíasové. Navštěvovala Americkou školu v Barceloně, kde se naučila plynně mluvit anglicky, španělsky a katalánsky. Studium ukončila v roce 2012.

## Život
Baquerová začala profesionálně hrát v osmi letech a zahrála si několik malých rolí v několika filmech, než byla v roce 2006 obsazena do filmu Faunův labyrint. Nejvýznamnějším z těchto raných filmů je snímek Nepřemožitelné zlo, v němž si zahrála menší roli po boku Calisty Flockhart a Richarda Roxburgha. Zahrála si i v řadě dalších filmů včetně Romasanta a Rottweilera. Několikrát se objevila také ve španělské televizi.
Z přibližně 1000 mladých hereček byla Baquerová vybrána do role Ofélie ve filmu Faunův labyrint. Role Ofélie byla původně určena pro osmiletou dívku, ale scénář byl upraven tak, aby vyhovoval Baquerové, které v té době bylo 11 let. Poté pracovala na různých projektech, přičemž stále navštěvovala školu.
V roce 2009 si zahrála hlavní roli v hororu Nová dcera s Kevinem Costnerem, což byla její první americká role.
V roce 2015 byla Baquerová obsazena do seriálu Letopisy rodu Shannara, televizní adaptace románové série Shannara od Terryho Brookse na stanici MTV, kde hraje roli Eretrie; první sezóna seriálu měla premiéru v lednu 2016 a druhá sezóna v říjnu 2017.
V letech 2018–2020 hrála roli Evy Villanuevyové v seriálu Širé moře společnosti Netflix.

## Filmografie

### Film
| Rok  | Název              | Role                    | Poznámky |
| ---- | ------------------ | ----------------------- | --- |
| 2004 | Romasanta          | Anna                    | |
| 2004 | Rottweiler         | Esperanza               | |
| 2005 | Nepřemožitelné zlo | Mandy                   | |
| 2006 | Faunův labyrint    | Ofelie/Princezna Moanna | Cena Goya pro nejlepší novou herečku Imagen Award za nejlepší ženský herecký výkon ve filmu Premio ACE za nejlepší novou herečku Newcomer Award for Female Cena Saturn za nejlepší výkon mladého herce Cena Turia za nejlepší novou herečku Nominace – Critics' Choice Movie Awards za nejlepšího mladého herce Nominace – Cenu Butaca za nejlepší katalánskou filmovou herečku Nominace – Chicago Film Critics Association za nejslibnější herecký výkon Nominace – Cena Kruhu filmových scenáristů pro nejlepšího nového umělce Nominace – Young Artist Award za nejlepší výkon v mezinárodním celovečerním filmu – hlavní mladý herec nebo herečka |
| 2008 | Anarchistova žena  | Paloma                  | |
| 2009 | Nová dcera         | Louisa Jamesová         | |
| 2013 | Another Me         | Kaylie                  | |
| 2014 | Gelo               | Katarina, Joana         | |
| 2014 | The Misfits Club   | Meri                    | |
| 2017 | Demonios Tus Ojos  | Aurora                  | |
| 2019 | Feedback           | Claire                  | |
| 2021 | Black Friday       | Marnie                  | |

### Televize
| Rok       | Název                                       | Role           | Poznámky    |
| --------- | ------------------------------------------- | -------------- | ----------- |
| 2005      | Maria i Assou                               | Nikola         | TV film     |
| 2005      | Películas para no dormir: Cuento de Navidad | Moni           | TV film     |
| 2016–2017 | Letopisy rodu Shannara                      | Eretria        | Hlavní role |
| 2019–2020 | Širé moře                                   | Eva Villanueva | Hlavní role |

## Ocenění a nominace
- 2007: XXI Cena Goya pro nejlepší mladou herečku
- 2007: Cena Saturn za nejlepší výkon mladého herce
- 2007: Premio de la Unión de Actores za nejlepší mladou herečku
- 2007: Turia Award za nejlepší vedlejší ženskou roli
- 2007: Premio ACE za nejlepší výkon mladého herce
- 2007: Imagen Awards za nejlepší výkon mladého herce
- 2017: Sophia Awards za nejlepší ženský herecký výkon
- 2017: Silver Biznaga za nejlepší ženský herecký výkon